# Laevophiloscia karrakattensis
Laevophiloscia karrakattensis är en kräftdjursart som beskrevs av Wahrberg1922. Laevophiloscia karrakattensis ingår i släktet Laevophiloscia och familjen Philosciidae. Inga underarter finns listade i Catalogue of Life.